# Żaneta Czyżnikowska
Żaneta Czyżnikowska – polska naukowczyni zajmująca się analityką medyczną, dr hab. nauk chemicznych, kierownik Katedry i Zakładu Podstaw Nauk Chemicznych Wydziału Farmaceutycznego Uniwersytetu Medycznego im. Piastów Śląskich we Wrocławiu.

## Życiorys
W 2000 uzyskała tytuł magistra w Akademii Medycznej im. Ludwika Rydygiera w Bydgoszczy, w 2006 obroniła pracę doktorską Opis właściwości oddziaływań bocznych wybranych zasad purynowych zmodyfikowanych działaniem rodnika wodorotlenowego z wykorzystaniem metod chemii kwantowej, 22 listopada 2017 habilitowała się na podstawie pracy zatytułowanej Natura oddziaływań międzyczycząsteczkowych w układach o istotnym znaczeniu biologicznym.
Awansowała na stanowisko adiunkta w Katedrze i Zakładzie Chemii Nieorganicznej na Wydziale Farmaceutycznym Uniwersytetu Medycznego im. Piastów Śląskich we Wrocławiu, (obecnie: Katedra i Zakład Podstaw Nauk Chemicznych)  a także jest członkiem Rady Dyscypliny Naukowej - Nauk Farmaceutycznych Uniwersytetu Medycznego im. Piastów Śląskich we Wrocławiu.